# Salvatore Contorno
Salvatore Contorno (* 28. Mai 1946 in Palermo), genannt „Totuccio“, war als Angehöriger der Santa-Maria-di-Gesù-Familie ein bedeutendes Mafia-Mitglied der sizilianischen Cosa Nostra. Im Oktober 1984 folgte er dem Beispiel von Tommaso Buscetta und wurde „Pentito“. Im Laufe des Maxi-Prozesses machte er detaillierte Aussagen über den inneren Aufbau der Cosa Nostra und der Pizza Connection Mitte der 1980er Jahre.

## Leben

### Frühe Jahre in der Mafia
Der Schlachter „Totuccio“ Contorno wurde 1975 zum Mitglied der Santa-Maria-di-Gesù-Familie gemacht. Die Santa-Maria-di-Gesù-Familie wurde derzeit von Stefano Bontade angeführt, der ein hohes Amt in der Sizilianischen Mafia-Kommission bekleidete. Contorno und Bontade waren in den 1960er Jahren bereits Jagdkameraden gewesen. Obwohl Contorno lediglich ein Soldato der Familie war, unterstand er Bontade direkt und genoss sein vollstes Vertrauen. Er war einer seiner Auftragsmörder.
Contorno beteiligte sich am Zigarettenschmuggel und Heroinhandel.
Seine Cousins, die Grado-Brüder, importierten Morphiumbasis aus der Türkei, die in sizilianischen Laboratorien zu Heroin raffiniert wurde. Er war auch an Entführungen beteiligt, für die er zu 22 Jahren Gefängnis verurteilt wurde. Von 1976 bis 1979 befand sich Contorno nach einer teilweise verbüßten Haftstrafe wegen Zugehörigkeit zu einer kriminellen Vereinigung im obligatorischen Exil in Venedig. Er hatte jedoch die Möglichkeit, häufig nach Palermo zurückzukehren. Zu jener Zeit war er insolvent, weil sein Geschäft mit Gefrierfleisch gescheitert war. Er musste sich Geld leihen, um in Heroinlieferungen zu investieren.

### Zweiter Mafiakrieg
Während des Zweiten Mafiakrieges, als die von Salvatore Riina geführt Corleonesi die etablierten Mafiafamilien von Palermo angriffen, töteten sie unter anderem Contornos Boss Stefano Bontade im April 1981 sowie weitere Mitglieder der Santa-Maria-di-Gesù-Familie, die auf das Anwesen La Favarella von Michele Greco gelockt wurden, wo sie gemeinsam liquidiert wurden. Contorno war nicht zu dem schicksalhaften Treffen auf Grecos Anwesen erschienen. Er hatte eine Vorahnung und versteckte sich vor der „Squadra della Morte“-Todesschwadron, die ausschwärmte, um Rivalen auszulöschen. Am 25. Juni 1981 entkam Contorno knapp einem Mordversuch von Pino „Scarpuzzedda“ Greco und Giuseppe Lucchese, den favorisierten Killern der Corleonesi. Die Corleonesi verfolgten eine Politik der verbrannten Erde, um Contorno zu jagen, seine Verwandten und Freunde zu töten und sie daran zu hindern, ihn weiterhin zu verstecken. Dennoch konnte der flüchtige Contorno nicht aufgegriffen werden, was ihm bei der Bevölkerung den Spitznamen „Coriolano della Floresta“ einbrachte, eine Art beliebte sizilianische Version von Robin Hood.

### Verhaftung
Contorno versteckte sich sowohl vor den Behörden als auch vor der Rache der Corleonesi und sandte anonyme Briefe an die Polizei, in denen er Informationen über die Mafia, ihre Mitglieder, die verschiedenen Fraktionen und die gewaltsamen Unruhen enthüllte. Der Polizeikommissar Antonino Ninni Cassarà nahm zu Contorno als Informant Kontakt auf und nannte ihn „Fonte di Prima Luce – Quelle des ersten Lichts“.
Am 23. März 1982 wurde Contorno in Rom festgenommen, wo er den Mord an Giuseppe „Pippo“ Calò vorbereitete, den er für den Mord an seinem Boss Stefano Bontade verantwortlich gemacht hatte.
„Schade, dass ich keinen Erfolg hatte“, sagte er später während des Maxi-Prozesses aus. Als „Totuccio“ festgenommen wurde, beschlagnahmte die Polizei mehrere Schusswaffen, zwei kugelsichere Autos, zehntausende Dollar in bar, 140 Kilogramm Haschisch und zwei Kilo Heroin. Die Verhaftung rettete wahrscheinlich sein Leben und machte Contorno zu einem der wenigen Überlebenden der unterlegenen Fraktionen im Zweiten Mafia-Krieg.
Contornos Enthüllungen waren das erste Mal, dass die Strafverfolgungsbehörden wirklich von Michele Grecos hochrangiger Mitgliedschaft in der Mafia erfuhren. Zuvor galt er lediglich als zurückgezogen lebender Großgrundbesitzer mit einem verdächtig hohen Einkommen, obwohl er in Wahrheit aus einer alteingesessenen Mafiafamilie, den Grecos, stammte. Kommissar Cassarà benutzte Contorno, um gegen die Familien der Region Palermo Beweise zu sammeln. Darüber erstellte er einen Bericht über ihre Beteiligung am illegalen Betäubungsmittelhandel, dem sogenannte „Greco + 161-Report“ vom 13. Juli 1982 zu erstellen. In enger Zusammenarbeit mit Richter Giovanni Falcone erstellte die Polizei zwei Monate später eine Liste von 162 Mafiosi, die wegen Drogenhandel und Mord gesucht wurden.

### Pentito im Maxi-Prozess
Trotz seiner Verhaftung weigerte sich Contorno zunächst, mit Cassarà und Falcone zusammenzuarbeiten. Erst nach der Entscheidung von Tommaso Buscetta, zu kooperieren, änderte Contorno seine Meinung.
Berichten zufolge traf Buscetta Contorno, der angeblich auf die Knie fiel und Buscettas Hand küsste. Buscetta legte angeblich seine Hand auf seine Schulter und sagte: „Es ist alles in Ordnung, Totuccio, du kannst reden.“ Contorno begann im Oktober 1984 mit der Kooperation, und eine Woche später wurden 127 Haftbefehle gegen Mafiosi erlassen. Informationen von Tommaso Buscetta sowie die Beweise von Salvatore Contorno führten zum ersten Maxi-Prozess, in dem 475 Mafiosi angeklagt waren. Er endete im Dezember 1987 mit 338 Verurteilungen. Anfang 1989 befanden sich jedoch nur noch 60 der im Maxi-Prozess Verurteilten im Gefängnis. Contorno erhielt eine reduzierte Haftstrafe von sechs Jahren, weil er mit der Staatsanwaltschaft zusammengearbeitet hatte. Während Buscetta wichtige Informationen über das Innenleben der Mafia lieferte, war es Contorno, der als Zeuge effektiver war, konkrete Namen nannte und den Heroinhandel der Mafia erklärte. Er sagte in einem schnellen, oft unverständlichen spezifisch palermitanischen Dialekt und Mafia-Jargon aus, der für die offizielle Aufzeichnung erst übersetzt werden musste. Im Gerichtssaal zeigte Contorno seine offene Verachtung gegenüber der Bruderschaft der „uomini d’onoro“, der er einst gehört hatte. Innerlich gewandelt sagte er aus, sie seien „nur eine Bande von Gangstern und Mördern“. Contorno hatte nicht vergessen, dass die Corleonesi ein Dutzend seiner direkten Verwandtschaft getötet hatten.

### Pizza Connection
Contorno war auch ein Kronzeuge im Pizza Connection-Prozess. Er erklärte sich bereit, als Gegenleistung für die Aufnahme in das US-Zeugenschutzprogramm auszusagen. Er lieferte die Beweise, welche die Angeklagten direkt mit dem Heroinhandel in Verbindung brachten. „Totuccio“ erzählte, wie er im Frühjahr 1980 bei einem Treffen in der Eisenfabrik von Leonardo Greco in Bagheria, Sizilien, anwesend war. Unter den Anwesenden waren folgende fünf Angeklagte: Salvatore Greco, Giuseppe Ganci, Gaetano Mazzara, Salvatore Catalano und Francesco Castronovo.
Contorno war Augenzeuge, wie die besagten Männer „zwei Plastikmüllsäcke herausnahmen und weiße Pulverpackungen in durchsichtigen Plastikhüllen extrahierten, die jeweils unterschiedliche winzige Scherenschnitte oder Stift- oder Bleistiftmarkierungen trugen, um den einzelnen Besitzer zu identifizieren. Sie gossen Proben des Pulvers in eine Flasche auf einer heißen Platte.“ Dieselben markierten Proben wurden später von der DEA bei einer Beschlagnahmung von 40 Kilogramm von 85 Prozent reinem Heroin abgefangen, welches etwa „8 Millionen Dollar zu Mafia-Importeurspreisen und mindestens 80 Millionen Dollar zu Straßenpreisen wert“ war.
Die Verteidigung ging in einem Kreuzverhör davon aus, dass Contorno, der befürchtete, in Italien getötet zu werden, seine Aussage über das Treffen nur deswegen ablegte, um den Bundesanwälten zu gefallen, die ihn in ein Schutzprogramm in den Vereinigten Staaten aufgenommen hatten.

### Rückkehr nach Sizilien
Contorno hatte Probleme, sich dem Leben im Zeugenschutzprogramm in den USA anzupassen, und war nicht in der Lage, seine Familie zu ernähren. Im November 1988 kehrte er nach Italien zurück. Am 26. Mai 1989 wurde Contorno zusammen mit seinem Cousin Gaetano Grado und einem Waffenlager in einem Versteck in einem Gebiet namens Todesdreieck (Bagheria, Altavilla und Casteldaccia) in der Nähe von Palermo erneut festgenommen. In den vergangenen Wochen waren Mitglieder der siegreichen Fraktionen aus dem Zweiten Mafiakrieg, die mit den Corleonesi verbündet waren, getötet worden und die Polizei vermutete, dass Contorno etwas mit den Morden zu tun haben könnte. Die Untersuchung der Waffen ergab jedoch, dass sie bei den Morden nicht eingesetzt wurden. Diese Angelegenheit wurde im Juli 1989 zu einem Skandal, als anonyme Briefe von „il corvo“ (wörtlich der Rabe", aber im übertragenen Sinne könnte es auch „Provokateur“ bedeuten) behaupteten, Staatsanwalt Giovanni Falcone und sein engster Mitarbeiter, Polizeiinspektor Gianni De Gennaro, hätten Contornos geheime Rückkehr aus der Schutzhaft in den USA nach Sizilien organisiert, um einen staatlich geförderten Rachefeldzug gegen die Corleonesi zu starten. Die Vorwürfe gegen Falcone und De Gennaro erwiesen sich jedoch als Scherz und schwächten Falcones ohnehin schwierige Position in der Staatsanwaltschaft von Palermo weiter. Contorno hatte bereits vor seiner Verhaftung Kontakt zu De Gennaro, der versuchte, seine Bewegungen zu überwachen.

### Zeugenschutzprogramm
Im April 1994 wurde in der Nähe des geheimen Versteckes von Contorno bei Rom inmitten einer Polizeiaktion gegen die Corleonesi eine Bombe entdeckt. Im Januar 1997 wurde Contorno erneut verhaftet, weil er Anfang der 1990er Jahre mit zwei Kilogramm Heroin gehandelt hatte, was sich aus den Untersuchungen des Bombenanschlags ergab. Er wurde daraufhin zu sechs Jahren Gefängnis verurteilt. Im Oktober 1997 wurde ein Haftbefehl gegen Contorno und seinen Cousin Gaetano Grado wegen Kokainhandels erlassen. Contorno wurde aus dem italienischen Zeugenschutzprogramm gestrichen, aber im Jahr 2001 wieder neu aufgenommen. Im November 2004 wurde Contorno erneut verhaftet, weil er einen ehemaligen Zellengenossen erpresst hatte, jedoch wurde die Anklage fallen gelassen. Laut Schriftsteller Leonardo Sciascia lebt Contorno immer noch in der Welt der Mafia „the way the rest of us live inside our own skin, as if the Mafia were a state into which you were born and always remained a citizen of - so wie der Rest von uns in unserer eigenen Haut lebt, als ob die Mafia ein Staat wäre, in den Sie hineingeboren wurden und dessen Bürger Sie immer geblieben sind.“